# C.H.U.D. 2
Série
C.H.U.D.
(1984)
Pour plus de détails, voir Fiche technique et Distribution.
C.H.U.D. 2 est un film américain réalisé par David Irving, sorti en 1989. Il s'agit de la suite du film C.H.U.D. sorti en 1984.

## Synopsis
Des étudiants se rendent dans la morgue d'un hôpital pour subtiliser un cadavre pour leur cours de science. Problème : il ne s'agit pas d'un cadavre ordinaire, mais d'un mort-vivant cannibale, fruit d'un programme militaire ultra-secret. Bud, le CHUD, s'enfuit : tous ceux qu'il attaque se transforment à leur tour.

## Fiche technique
- Titre : C.H.U.D. 2
- Réalisation : David Irving
- Scénario : Ed Naha (crédité sous le nom M. Kane Jeeves)
- Musique : Nicholas Pike
- Photographie : Arnie Sirlin
- Montage : Barbara Pokras
- Production : Jonathan D. Krane
- Sociétés de production : Management Company Entertainment Group & Vestron Pictures (en)
- Société de distribution : Vestron Pictures (en)
- Pays :  États-Unis
- Langue : Anglais
- Format : Couleur - Stéréo - 35 mm
- Genre : Comédie, Horreur
- Durée : 84 min

## Distribution
- Bill Calvert : Kevin
- Brian Robbins : Steve Williams
- Tricia Leigh Fisher : Katie Norton
- Gerrit Graham : Bud
- Robert Vaughn : Le colonel Masters
- Larry Cedar : Graves
- Sandra Kerns : Melissa Williams
- Jack Riley : Wade Williams
- Norman Fell : Tyler
- June Lockhart : Gracie
- Robert Symonds : M. Proctor
- Clive Revill : Dr. Kellaway
- Priscilla Pointer : Dr. Berlin

## Commentaires
- Contrairement au premier volet qui se voulait horrifique, cette suite laisse clairement place à la comédie pour se diriger vers une parodie de films de zombies comme le film culte Le Retour des morts-vivants.
- Aux environs de la 53ème minutes, on peut apercevoir l'acteur Robert Englund faire un caméo dans le rôle d'un homme accompagnant une fille lors de la traditionnelle tournée des bonbons le soir d'Halloween.